# Hala Pięć Stawów
Die Alm Hala Pięć Stawów (deutsch: Fünfseental) ist eine Alm im Tal Dolina Pięciu Stawów Polskich in der polnischen Hohen Tatra in der Woiwodschaft Kleinpolen. 

## Geschichte
Die Alm wurde im 17. Jahrhundert angelegt und war bis zur Gründung des Tatra-Nationalparks im Jahr 1954 in Betrieb. Eigentümer war zunächst seit 1637 die Familie Nowobilski aus dem Dorf Białka Tatrzańska. Letzte Eigentümer war die Familie Wojtanek aus dem Dorf Brzegi. Die Eigentümer wurden 1961 enteignet. Seitdem die Viehwirtschaft eingestellt wurde, wächst die Alm mit Bergkiefern zu. Auf er Alm stehen noch Almhütten.